# Jacent Nyamahunge
Jacent Nyamahunge (* 2. Dezember 1997 in Hoima) ist eine ugandische Leichtathletin, die sich auf den Sprint spezialisiert hat. Aktuell ist sie Inhaberin des Landesrekordes im 100-Meter-Lauf.

## Sportliche Laufbahn
Erste internationale Erfahrungen sammelte Jacent Nyamahunge 2019 bei der Sommer-Universiade in Neapel, bei der sie im 100-Meter-Lauf mit 11,88 s in der ersten Runde ausschied, während sie über 200 Meter das Halbfinale erreichte und dort mit 23,85 s ausschied. Ende August erreichte sie bei den Afrikaspielen in Rabat über 100 und 200 Meter das Halbfinale, in dem sie mit 11,93 s bzw. 24,08 s ausschied. 2022 erreichte sie bei den Afrikameisterschaften in Port Louis das Halbfinale über 100 Meter und schied dort mit 11,62 min aus, wie auch über 200 Meter mit 23,69 s. Anschließend schied sie auch bei den Commonwealth Games in Birmingham mit 11,58 s und 23,86 s jeweils im Halbfinale aus. Im Jahr darauf schied sie bei den World University Games in Chengdu mit 24,26 s im Semifinale über 200 Meter aus und kam über 100 Meter mit 12,10 s nicht über den Vorlauf hinaus. Zudem verpasste sie mit der ugandischen 4-mal-400-Meter-Staffel mit 3:52,42 min den Finaleinzug. Im selben Jahr zog sie in die Vereinigten Staaten und studiert dort an der Angelo State University in Texas. 2024 schied sie bei den Afrikaspielen in Accra mit 11,75 s im Halbfinale über 100 Meter aus sowie mit 24,21 s auch über 200 Meter aus.
In den Jahren 2019, 2022 und 2023 wurde Nyamahunge ugandische Meisterin im 100-Meter-Lauf sowie 2022 und 2023 auch über 200 Meter und in der 4-mal-100-Meter-Staffel sowie 2023 auch in der 4-mal-400-Meter-Staffel.

## Persönliche Bestzeiten
- 100 Meter: 11,33 s (+1,2 m/s), 24. Juni 2022 in Kampala (ugandischer Rekord)
  - 60 Meter (Halle): 7,43 s, 3. Februar 2024 in Albuquerque (ugandischer Rekord)
- 200 Meter: 23,62 s (−1,4 m/s), 22. Juni 2023 in Nairobi